# Karađoz
Karađoz (turski: Karagöz, što znači „crno oko“) je oblik kazališta sjena u Turskoj u kojoj su likovi, poznati kao tasvirs izrađenih od devine ili volovske kože u obliku ljudi ili stvari, a koje se drže na šipkama ispred izvora svjetla tako da bacaju svoje sjene na zaslonu od pamuka. Lutkama upravlja samo jedan vodeći umjetnik, Hayali, a može imati jednog ili više šegrta pomoćnika koji uče zanat i pomažu napraviti tasvirse i prate akciju s glazbom. Ove vrsta kazališta je bila veoma popularna u vrijeme Osmanskog carstva i naširoko se izvodila u kavanama, vrtovima i javnim trgovima, pogotovo tijekom svetog mjeseca Ramazana, kao i tijekom blagdana obrezivanja. Karađoz se danas danas uglavnom izvodi u dvoranama, školama i centrima u većim gradovima gdje još uvijek privlači veliku publiku, iako su uglavnom pojednostavljene za djecu. Ovo tradicionalno kazalište jača osjećaj kulturnog identiteta i povezuje ljude kroz zabavu, zbog čega je upisano na UNESCO-ov popis nematerijalne svjetske baštine u Europi 2009. godine.

## Predstave
Tema kazališnih komada se temelji na kontrastu između dva glavna lika: Karađoz simbolizira nepismenog čovjeka iz naroda, dok Hadživat (tur. Hacivat, što je složenica od Hacı İvaz, tj. „Ivaz hadžija”) pripada obrazovanoj klasi koja koristi književni i poetski jezik. Karađozova duhovita naivnost uvek pobijedi Hadživatovu učenost, premda svi njegovi poslovni planovi propadnu.
Postoji legenda kako su Karađoz i Hadživat dva zidara koja su radila na izgradnji džamije u Bursi u prvoj polovici 14. stoljeća. Njihovi verbalni dueli su veselili ostale radnike, ali su usporavali rad. Zbog toga su pogubljeni, ali su ovjekovječeni u narodnim pričama.
Predstava započinje s projekcijom uvodnog lika koji predstavlja prizor i daje nagovijestiti temu drame, prije nego što nestane s prodornim zvukom zviždaljke ustupajući glavnoj izvedbi koja može uključivati pjevanje, glazbu tamburina, poeziju, mitove, jezične dosjetke i zagonetke. Predstave obiluju igrama riječi i imitacijama regionalnih naglasaka.
Kazališne predstave o Karađozu i Hadživatu tipično imaju 4 dijela. U prvom (Mukaddime) Hadživat poziva svoga prijatelja Karađoza, koji se na kraju pojavljuje. Drugi dio (Muhavere) je dijalog među njima, dok se u trećem dijelu (Fasil) stvara zaplet. Najzad, u četvrtom dijelu (Bitiş), dolazi do kratke prepirke između Karađoza i Hadživata koja redovito završava tako što Hadživat viče na Karađoza da je sve upropastio, tj. „doveo do krajnjeg zastora”. Karađoz odgovara frazom: „Neka mi bude oprošteno“.
Pored glavnih likova, Karađoza i Hacivata, može se naći i niz drugih likova, kao što su kabaretska pjevačica Kantocu i iluzionist-akrobat Hokkabaz, ali i pijanica, ovisnik o opijumu, ekscentrični patuljak, škrtac, namiguša i drugi. Pojavljuju se i stranci u tipiziranim ulogama: crna sluškinja, albanski stražar, grčki doktor, židovski zlatar, i dr.
Ova vrsta kazališta je postala popularna među Armencima, Albancima, Arapima, ali i u Grčkoj pod imenom Karađozis.

## Vanjske poveznice
- Traditional Turkish Shadow Theatre Karagoz (engl.)